# Georg Wehrung (Theologe)
Georg Wehrung (* 6. Oktober 1880 in Dorlisheim; † 20. Januar 1959 in Tübingen) war ein deutscher evangelischer Theologe.

## Leben
Wehrung wurde als Sohn eines lutherisch geprägten Volksschullehrers in Dorlisheim im Unterelsass geboren und war in seiner Jugend stark von lutherischer Frömmigkeit geprägt. Er besuchte ab dem Jahre 1897 zunächst das Gymnasium in Weißenburg, anschließend in Buchsweiler. Nach dem Abitur im Sommer 1899 studierte er in Straßburg Evangelische Theologie. Bereits in seinem 1. Semester wurde er Mitglied der Wingolfsverbindung Argentina zu Straßburg. Das Theologiestudium schloss er im Herbst 1904 durch Universitätsexamen ab. Er studierte sodann je ein Semester in Berlin und Jena Philosophie. Im Jahre 1906 wurde er Leiter des Kollegium Wilhelmitanum in Straßburg als Nachfolger von Albert Schweitzer, was ihm die Fortsetzung seiner philosophischen Studien ermöglichte.
1913 nahm er eine Pfarrstelle in Hunawihr an. Im November 1915 wurde er zum außerordentlichen Professor an der Universität Straßburg ernannt. Im April 1920 wurde er Ordinarius für systematische Theologie an der Westfälischen Wilhelms-Universität in Münster. Noch im gleichen Jahr wurde er auch Mitglied des Münsterschen Wingolf. Zum Sommersemester 1927 wechselte er an die Theologische Fakultät der Universität Halle, zum Sommersemester 1931 nach Tübingen. 1946 wurde er gegen seinen Willen entpflichtet, lehrte aber noch bis 1953. In der Nachkriegszeit trat er an der Seite von Martin Niemöller für die frühe Friedensbewegung ein.
Die Sopranistin und Hochschullehrerin Herrad Wehrung und die Flötistin und Musikschul-Dozentin Leonore Dähn geb. Wehrung waren seine Töchter.

## Schriften
- Die Dialektik Schleiermachers. J. C. B. Mohr, Tübingen 1920
- Der soziale Gedanke im Protestantismus. E. Obertüschens Buchh., Münster i. W. 1922
- Autorität und Freiheit im Protestantismus. E. Obertüschens Buchh., Münster i. W. 1922
- Schleiermacher in der Zeit seines Werdens. Bertelsmann, Gütersloh 1927
- Protestantischer Geist. Bertelsmann, Gütersloh 1928
- Geschichte und Glaube. Bertelsmann, Gütersloh 1933
- Christentum und Deutschtum. Kohlhammer, Stuttgart 1937
- Kirche nach evangelischem Verständnis. Bertelsmann, Gütersloh 1947
- Welt und Reich. Kohlhammer, Stuttgart 1952
- Mythos und Dogma. Kohlhammer, Stuttgart 1952